# Seznam přenosných programů
Mnoho přenosných programů je freeware, případně se jedná o otevřený software. Některé programy jsou odlehčené verze (tzv. 'lite') svých mateřských aplikací.

## Vyvolávače aplikací
- Appetizer (Dock aplikace)
- ASuite
- Ceedo Lehce dostupné menu
- Launchy
- OpenDisc
- PortableApps.com Menu
- PStart
- RocketDock
- SyMenu
- U3 Launchpad (pracuje pouze s U3 drive)

## Vývoj

### IDE
- Alice (programovací jazyk)
- Přenosné Code::Blocks (potřebuje nainstalované MinGW, které je taky přenosné)
- Přenosné Dev-C++
- Hackety Hack, výuková verze Ruby.
- JCreator Ne zcela přenosné, nechává nastavení na použitém počítači.

### Skriptovací jazyky
- Přenosná NSIS verze

### Kompilátory
- MinGW
- Tiny C Compiler

## Vizuální mapovací nástroje/Zvyšování produktivity
- XMIND

## Grafika

### 3D modelování a renderování
- Anim8or - freeware, 3D modelovací a animační software.
- Blender:
  - BlenderPortable
  - Blender Pocket
  - XBlender

### Grafické editory
- ArtRage
- Artweaver
- EVE
- GIMP:
  - GIMP Portable VS 2008 je přenosná verze Gimp pro platformu Microsoft Windows (Windows XP,Vista,NT Server 2003,NT Server 2008)
  - Portable Gimp - pro Mac OS X
  - X-Gimp
  - X-GimpShop
- Inkscape:
  - X-Inkscape
  - Portable Inkscape - pro Mac OS X
- IrfanView
- Pinta
- Pixia
- Tux Paint , XTuxPaint

### Prohlížeče obrázků
- FastStone Image Viewer
- IrfanView
- STDU Viewer
- XnView

## Zpracování dokumentů

### Kancelář a publikování
- AbiWord
- Atlantis Word Processor
- Jarte
- LibreOffice
- Qjot
- RagTime
- Scribus
- StarOffice

### Editory
- EmEditor Professional - pro přenositelnost, vyberte Import and Export z Tools menu
- gVim - pro pokročilé uživatele
- Notepad++
- Notepad2
- NoteTab Light
- Nvu
- Programmer's Notepad
- PSPad - pro přenositelné použití vyberte CAB archiv
- Q10
- SciTE - pro portabilitu, nastavte SciTE_HOME proměnnou prostředí (environment variable)
- TED Notepad - pro portabilitu, vytvořte tednpad.ini soubor
- Textpad
- UltraEdit (UE3)
- VEDIT - pro portabilitu, zaškrtněte "Install onto removable USB drive" checkbox v prvním setup dialogu
- vi
- vim
- emacs

### Osobní poznámky
- NotesHolder - poznámky na desktop, pro portabilitu instalujte v 'Portable mode'.
- Personal Knowbase - organizace poznámek. Pro portabilitu vyberte písmeno přenosného disku jako "Destination" při instalaci.

## Výukové
- Celestia
- GCompris
- Maxima
- Stellarium

## Hry
Viz Seznam přenosných počítačových her (en:List of portable computer games)

## Internet

### Webové prohlížeče
- Avant
- Firefox Portable
- Google Chrome Portable
- Maxthon
- Opera
- OperaTor, zahrnuje Operu, Tor a Polipo zabalené dohromady.
- Pocket K-Meleon
- XeroBank Browser
- SRWare Iron Portable
- Lynx

### E-mailoví klienti
- Mail - pro Mac OS X
- Mozilla Thunderbird Portable
- Pegasus Mail
- Pine
- Opera (Integrovaný e-mailový klient)
- The Bat! Voyager

### Instant messaging
- aMSN
- Adium - pro Mac OS X
- Brosix
- Coccinella
- Google Talk
- Miniaim
- yahoo! Messenger
- Miranda IM
- Pidgin Portable (dříve Gaim Portable)
- Portable PSI
- QIP
- TerraIM
- Trillian, jako Trillian Anywhere
- Přenosný iChat - pro Mac OS X
- Digsby

### FTPklienti
- WinSCP
- FileZilla
- Přenosný Cyberduck
- SmartFTP
- FlashFXP

### Download managers
- Wget
- HTTrack
- WxDownload Fast
- Orbit Downloader
- Free Download Manager - Poznámka: je nutná instalace pro vytvoření přenosné verze.
- ASFRecorder (stránka)

### P2Psdílení souborů
- BitComet - Poznámka: potřebuje msxml.
- BitTornado - Poznámka: potřebuje msxml.
- Emule
- Opera (integrovaný torrent klient)
- μTorrent - Poslední verze běží nezávisle
- FrostWire
- Limewire Portable
- Vuze Portable

### IRC
- ChatZilla Poznámka: potřebuje browser založený na Mozille, např. SeaMonkey nebo Firefox.
- HydraIRC
- Miranda IM
- mIRC Poznámka: Existuje U3 verze mIRC pro U3 drive. Originální aplikace nechává v registrech licenční klíč. Od v3.1 ji lze spouštět z příkazové řádky s přepínačem -portable, pak používá konfiguraci, DLL a licenční klíče ze stejného adresáře, kde je mirc.exe.
- Nettalk
- Pidgin (dříve Gaim)
- Opera (Integrovaný IRC klient)
- XChat
- Portable X-Chat Aqua - pro Mac OS X
- KVIrc
- Digsby

### RSS,Atomčtečky
- RSSOwl Poznámka: potřebuje Java runtime environment.
- Portable Vienna - pro Mac OS X
- Opera (Integrovaný RSS/Atom klient)
- Snarfer

### Telnet,SSHklienti
- portaPuTTY, z PuTTY
- WinSCP Portable Edition - SFTP/SCP/FTP klient, vzdálený manažer souborů, GUI — viz WinSCP.

### Správci Bookmarků
- Portable Bookmarks

### Internetové vyhledávače
- Filehawk
- Gaviri PocketSearch

### SprávciPodcastů
- Juice
- Ziepod

### Proxy servery/klienti aRoutovacísítě
- Portable Tor

### Wiki-like (Pozn.: nejsou web-based)
- EverNote (freeware & komerční verze)
- StoneNotes (komerční/proprietary)
- Wikidpad

## Různé
- Moka5 LivePC Engine (Portable VMware). Poznámka: Dynamicky natahuje a ukončuje síťové drivery a vyžaduje administrátorská práva.
- Mojopac Vyžaduje administrátorská práva.

## Multimedia

### Konverze souborů/formátů
- Audiograbber
- BonkEnc
- CDex
- MediaCoder
- SUPER - má problémy s přenosností
- TMPGEnc

### Vypalování CD/DVD
- DeepBurner Portable Edition
- InfraRecorder

### Editory
- Portable Audacity - pro Windows a Mac OS X
- Audiobook Cutter Free Edition
- mp3DirectCut

### Audio/Midi Sequencer
- Reaper má .bat soubor pro instalaci na USB disk

### Přehrávače
- FLV player
- Media Player Classic
- Jet Audio
- 1by1
- Billy
- Portable BSplayer
- foobar2000 - podporuje pouze xp a novější
- MPlayer
- K-Multimedia Player - vyberte zip verzi pro přenosnost
- The Core Pocket Media Player
- VideoLAN:
  - VLC Media Player Portable
  - Portable VLC pro Mac OS X
  - XVideoLAN
- Winamp

### Záznamníky
- Streamripper
- StationRipper

### Zachycování videa
- VirtualDub

## Počítačové sítě

### HTTP servery
- Rails, Apache a MySQL
- Server2Go
- WOS
- The Uniform Server
- HTTP File Server (HFS)
- easyPHP

### Různé
- Netcat
- Proxomitron - Filtrovací Web Proxy
- Xming
- WinDump: Tcpdump pro Windows
- Wireshark
- VNC: RealVNC Viewer pro Windows (Virtual Network Computing)

## Další nástroje

### Webové editory
- Portable Nvu a KompoZer - pro Mac OS X a Windows.
- LibreOffice Portable - Úplný kancelářský balík, který obsahuje HTML editor.

### Správa kalendáře
- Portable Sunbird - pro Mac OS X a Windows
- Portable iCal - pro Mac OS X

### Správa souborů
- Directory Opus pomocí přepínače pro the USB/U3 export
- X-file X-file pro Windows 98SE/2K a novější
- Servant Salamander 1.52
- Total Commander
- XYplorer
- FreeCommander

### Archivace a extrakce souborů
- 7-Zip
- Filzip
- PeaZip pro Linux a Windows
- iZarc2go Přenosná verze programu iZarc
- WinRAR, přenosná verze pro Windows, ale je potřebné mít licenci pro obyčejnou verzi WinRAR-u. Verze WinRAR Unplugged je 3.8.0.1, verze WinRAR-u pro Windows je 3.90.

### Převod jednotek
- Converber je převodník jednotek pro víc než 1000 různých jednotek ve 32 kategoriích. Přizpůsobitelný.

## Nástroje pro PDF

### Čtečky
- Foxit Reader
- STDU Viewer
- Sumatra PDF
- PDF-XChange Viewer

### Zápis
- Portable LibreOffice - pro Microsoft Windows a Mac OS X

## Bezpečnost a šifrování

### Správci hesel
- KeePass Portable
- Passport Archivováno 14. 3. 2011 na Wayback Machine.
- Password Safe
- Roboform RoboForm2Go
- Sticky Password

### Anti-Spyware/Malware
- CWShredder
- HijackThis Silný nástroj pro vypsání všech programů spouštěných při startu a jiných skrytých systémových modifikací.
- Spybot - Search & Destroy Poznámka: Vyžaduje Power user nebo administrátorské práva na Windows XP

### AntiVirus
- ClamWin Portable
- Rootkit Revealer

### Real-Time Disk/Volume šifrování
- FreeOTFE / FreeOTFE Explorer

### Šifrování souborů
- Carry it Easy +Plus

## Správa systému

### Správa disku
Zobrazení mapy volného prostoru a největších souborů a adresářů na disku.
- Red Button Archivováno 14. 3. 2011 na Wayback Machine.
- Scanner
- SpaceMonger
- CCleaner
- Defraggler

### Systémové informace
- CPU-Z - hardwarové detaily CPU a paměti - rychlost hodin a FSB, SPD, verze OS.
- AIDA32 - freeware, systémové informace, diagnostika a auditovací program, od Tamas Miklos, Win 95-XP.
- SIW - SIW je pokročilý nástroj pro systémové informace pro Windows (System Information for Windows), který shromažďuje detailní informace o vlastnostech a nastavení systému a zobrazuje je ve zvlášť přehledné formě.

### Obnovení oddílů a souborů
- Photorec
- Testdisk
- Recuva - má U3 variantu.